# Алимкин, Иван Николаевич
Ива́н Никола́евич Али́мкин (26 января 1923 года — 18 января 1945 года) — советский лётчик-штурмовик, участник Великой Отечественной войны, заместитель командира и штурман эскадрильи 617-го штурмового авиационного полка 291-й штурмовой авиационной дивизии 2-й воздушной армии 1-го Украинского фронта. Герой Советского Союза (13.04.1944), младший лейтенант.

## Биография
Родился в 1923 году в селе Жердево ныне Щёкинского района Тульской  области. По национальности русский. Член ВКП(б)/КПСС с 1943 года. По окончании педагогических курсов работал учителем начальной школы.
Призван в ряды Красной армии в 1941 году. В 1942 году окончил Пермскую военную авиационную школу.
На фронтах Великой Отечественной войны с марта 1943 года. К ноябрю 1943 года лётчиком-штурмовиком Алимкиным было совершено 83 боевых вылета, уничтожено 25 танков, 45 автомобилей, несколько эшелонов, 2 моста. Особенно отличился отважный лётчик в боях за Днепр.

Указом Президиума Верховного Совета СССР от 13 апреля 1944 года
за образцовое выполнение боевых заданий Командования на фронте борьбы с немецкими захватчиками и проявленные при этом отвагу и геройство

 младшему лейтенанту Алимкину Ивану Николаевичу присвоено звание Героя Советского Союза с вручением ордена Ленина и медали «Золотая Звезда».
18 января 1945 года погиб при выполнении боевого задания в районе населённого пункта Брестовац в Югославии.

## Награды
- Медаль «Золотая Звезда» Героя Советского Союза (№ 3385[2])
- Орден Ленина
- Два ордена Красного Знамени
- Орден Александра Невского
- Орден Отечественной войны II степени
- Медали

## Память
- Похоронен в посёлке Бачки-Брестовац[3] в Сербии.
- В городе Щёкино имя Героя носит улица.
- На одном из домов по улице Алимкина установлена мемориальная доска.
- В Щекинском районе поселок назван именем Алимкина.